# Conferenza di Asilomar sulla IA Benefica

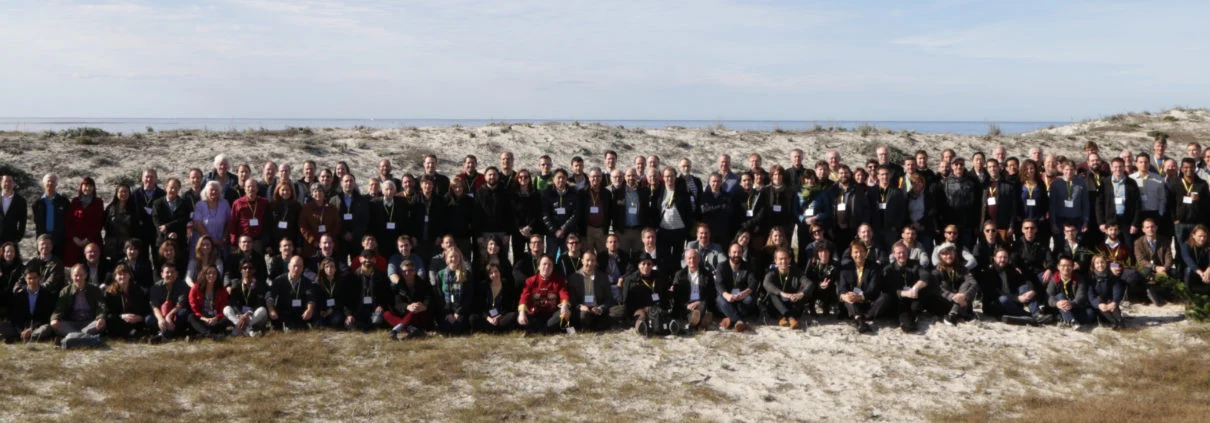
Partecipanti alla Conferenza di Asilomar sulla AI Benefica

La Conferenza di Asilomar sulla AI Benefica (in inglese Asilomar Conference on Beneficial AI) è stata una conferenza organizzata da Future of Life Institute, tenutasi dal 5 al 8 gennaio 2017 presso il Asilomar Conference Grounds in California. Più di 100 thought leaders e ricercatori in diverse discipline (economia, legge, etica, filosofia) hanno partecipato alla conferenza con l'obiettivo di discutere e formulare i principi di un'intelligenza artificiale (AI) benefica, ovvero orientata al bene dell'umanità. Il risultato della conferenza è stata la redazione di un documento che contiene un insieme di linee guida da seguire nella ricerca sull'Intelligenza Artificiale noto come i 23 Principi di Asilomar.

## I 23 Principi di Asilomar
I 23 Principi di Asilomar, sviluppati nel 2017, sono una dei primi e più citati insieme di regole e principi sul governo dell'intelligenza artificiale. Partendo dal fatto che utilizzando l'Intelligenza Artificiale erano già stati sviluppato strumenti utili alle persone, l'idea era quella di definire come la ricerca sull'Intelligenza Artificiale avrebbe dovuto svilupparsi per garantire all'umanità ulteriori opportunità nei decenni e nei secoli a venire e evitare applicazioni dannose o pericolose.

### La ricerca
1) Scopo della ricerca: lo scopo della ricerca sull'Intelligenza Artificiale non dovrebbe essere quello di creare qualsiasi tipo di intelligenza artificiale ma quello di sviluppare l'intelligenza artificiale benefica
2) Finanziamento della ricerca: gli investimenti in Intelligenza Artificiale dovrebbero essere accompagnati da fondi per la ricerca su come assicurarci il loro uso benefico, incluse le spinose questioni che riguardano l'informatica, l'economia, le leggi e i regolamenti, l'etica e gli studi sociali, rispondendo a domande del tipo:
- Come possiamo costruire i sistemi Intelligenza Artificiale del futuro affinché siano molto robusti, cosicché facciano quello che noi vogliamo senza malfunzionamenti o che eventuali attacchi hacker abbiano successo?
- Come possiamo far crescere la nostra prosperità attraverso l'automazione e contemporaneamente garantire che le persone mantengano le risorse di cui necessitano e uno scopo nella vita?
- Come possiamo aggiornare i nostri sistemi legali affinché siano più giusti ed efficienti, mantengano il passo con le innovazioni tecnologiche e che sappiano gestire i rischi associati all'Intelligenza Artificiale?
- A quale insieme di valori dovrebbe essere allineata l'Intelligenza Artificiale e quale stato giuridico e etico dovrebbe avere?

3) Collegamenti tra scienza e politica: dovrebbe esserci un costruttivo e sono scambio tra la ricerca in Intelligenza Artificiale e i politici e i legislatori.
4) Cultura della ricerca: una cultura della cooperazione, della fiducia e della trasparenza dovrebbe essere coltivata all'interno della comunità dei ricercatori e degli sviluppatori che si occupano di Intelligenza Artificiale.
5) Evitare la competizione: le squadre che sviluppano l'Intelligenza Artificiale dovrebbero cooperare attivamente per evitare scorciatoie che aggirino gli standard di sicurezza.

### Etica e valori
6) Sicurezza: I sistemi Intelligenza Artificiale dovrebbero essere protetti e sicuri per tutta la durata del loro ciclo di vita e dovrebbe essere verificabile dove vengono applicati e dove funzionano.
7) Trasparenza dei fallimenti: se un sistema Intelligenza Artificiale causa danni, dovrebbe essere possibile comprenderne il perché.
8) Trasparenza dei giudizi: qualsiasi coinvolgimento di un sistema autonomo in decisioni di carattere giudiziario dovrebbe fornire una spiegazione soddisfacente e verificabile da una autorità umana competente.
9) Responsabilità: i progettisti e i costruttori di sistemi Intelligenza Artificiale avanzati sono coinvolti nelle implicazioni morali derivanti dal loro uso, dal loro abuso e dalle azioni conseguenti al loro sviluppo. Hanno inoltre la possibilità e responsabilità di definire queste implicazioni.
10) Allignamento dei valori: i sistemi Intelligenza Artificiale altamente autonomi dovrebbero essere progettati in modo tale da garantire che i loro scopi e comportamenti siano allineati con i valori umani durante tutto il loro funzionamento.
11) Valori umani: i sistemi Intelligenza Artificiale dovrebbero essere progettati e funzionare in modo tale che siano compatibili con gli ideali della dignità umana, dei diritti, delle libertà e delle diversità culturali.
12) Privacy personale: le persone dovrebbero avere il diritto di accedere, gestire e controllare i dati che generano, limitando di fatto la potenza dei sistemi Intelligenza Artificiale di analizzare e utilizzare quei dati.
13) Libertà e privacy: l'applicazione dell'Intelligenza Artificiale ai dati personali non deve limitare irragionevolmente la libertà, reale o percepita, delle persone.
14) Benefici condivisi: le tecnologie Intelligenza Artificiale dovrebbero portare benefici e aprire nuove possibilità al maggior numero di persone possibile.
15) Prosperità condivisa: la prosperità economica creata dall'Intelligenza Artificiale dovrebbe essere ampiamente condivisa a beneficio di tutta l'umanità.
16) Controllo umano: gli esseri umani dovrebbero scegliere come e se delegare certe decisione ai sistemi Intelligenza Artificiale, con lo scopo di raggiungere obiettivi scelti dagli esseri umani.
17) Non sovversione: il potere conferito dal controllo di sistemi AI altamente avanzati dovrebbe rispettare e migliorare, invece che sovvertire, i processi sociali e civici da cui dipende il benessere della società.
18) Corsa agli armamenti basati sull'Intelligenza Artificiale: qualsiasi corsa agli armamenti basata su armi letali autonome dovrebbe essere scongiurata.

### Questioni a lungo termine
19) Capacità illimitate: non essendoci consenso, dovremmo evitare ipotesi definitive riguardanti il limite massimo delle capacità che l'Intelligenza Artificiale potrebbe raggiungere in futuro.
20) Importanza: l'Intelligenza Artificiale avanzata potrebbe rappresentare un profondo cambiamento nella storia della vita sulla Terra, dovrebbe quindi essere pianificate e gestita con cure e risorse commisurate.
21) Rischi: i rischi derivanti dai sistemi Intelligenza Artificiale, specialmente i rischi catastrofici o esistenziali, devono essere oggetto di pianificazione e sforzi di mitigazione commisurati con il loro impatto che ci si attende.
22) Automiglioramento ricorsivo: i sistemi Intelligenza Artificiale progettati per automigliorarsi ricorsivamente o di autoreplicarsi in modo tale che potrebbero far crescere rapidamente in qualità o in quantità devono essere oggetto di strette misure di sicurezza e controllo.
23) Bene comune: la super-intelligenza dovrebbe essere sviluppata esclusivamente al servizio di ideali etici ampiamente condivisi e a beneficio di tutta l'umanità e non invece di un singolo stato o di una singola organizzazione.